# Villel de Mesa
Villel de Mesa bezeichnet einen Ort und eine Gemeinde (municipio) mit 166 Einwohnern (Stand: 2024) im Nordosten der Provinz Guadalajara in der Autonomen Gemeinschaft Kastilien-La Mancha in Zentralspanien. 

## Lage
Villel de Mesa liegt im Iberischen Gebirge im Osten der Provinz Guadalajara in einer Höhe von 930 m. Die Entfernung zur südwestlich gelegenen Provinzhauptstadt Guadalajara beträgt ca. 80 Kilometer (Fahrtstrecke). 

## Bevölkerungsentwicklung
| Jahr      | 1960 | 1970 | 1981 | 1991 | 2001 | 2011 | 2021 |
| Einwohner | 504  | 434  | 345  | 280  | 245  | 224  | 181  |

## Sehenswürdigkeiten
- Burgruine Los Funes
- Herrenhaus der Marqueses von Villel
- Kirche Mariä Himmelfahrt